# Tréponématose
La tréponématose, ou tréponémose, est un terme désignant un ensemble de maladies provoquées par les tréponèmes, genre de bactéries appartenant à la famille des spirochètes. 
On distingue, selon l'agent pathogène, différents types de tréponématoses :
- La syphilis vénérienne, causée par Treponema pallidum pallidum ou « tréponème pâle », infection sexuellement transmissible entraînant un chancre au point d'inoculation et des lésions cutanées.
- La syphilis endémique non vénérienne ou « bejel », causée par Treponema pallidum endemicum, limitée aux régions désertiques.
- Le pian, causé par Treponema pallidum pertenue, entraînant des lésions cutanées.
- La pinta ou « mal del pinto » ou « caraté », causée par Treponema pallidum carateum, touchant les enfants en Amérique centrale et du sud, caractérisée par des lésions cutanées.